# جون إف. بروك
جون إف. بروك (بالإنجليزية: John F. Brock)‏ هو شخصية أعمال أمريكي، ولد في 6 مايو 1948 في موس بوينت في الولايات المتحدة. كان رئيس مجلس إدارة والرئيس التنفيذي لـ Coca-Cola Enterprises ‏ منذ 2006 وحتى 2016.

## وصلات خارجية
- جون إف. بروك على موقع مونزينجر (الألمانية)
- جون إف. بروك على موقع إن إن دي بي (الإنجليزية)